# Hårnål

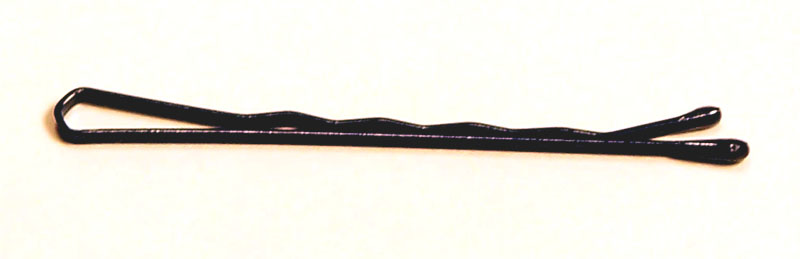
En hårnål av en typ som på engelska kallas "bobby pin"

Hårnålar, 1860-tal.

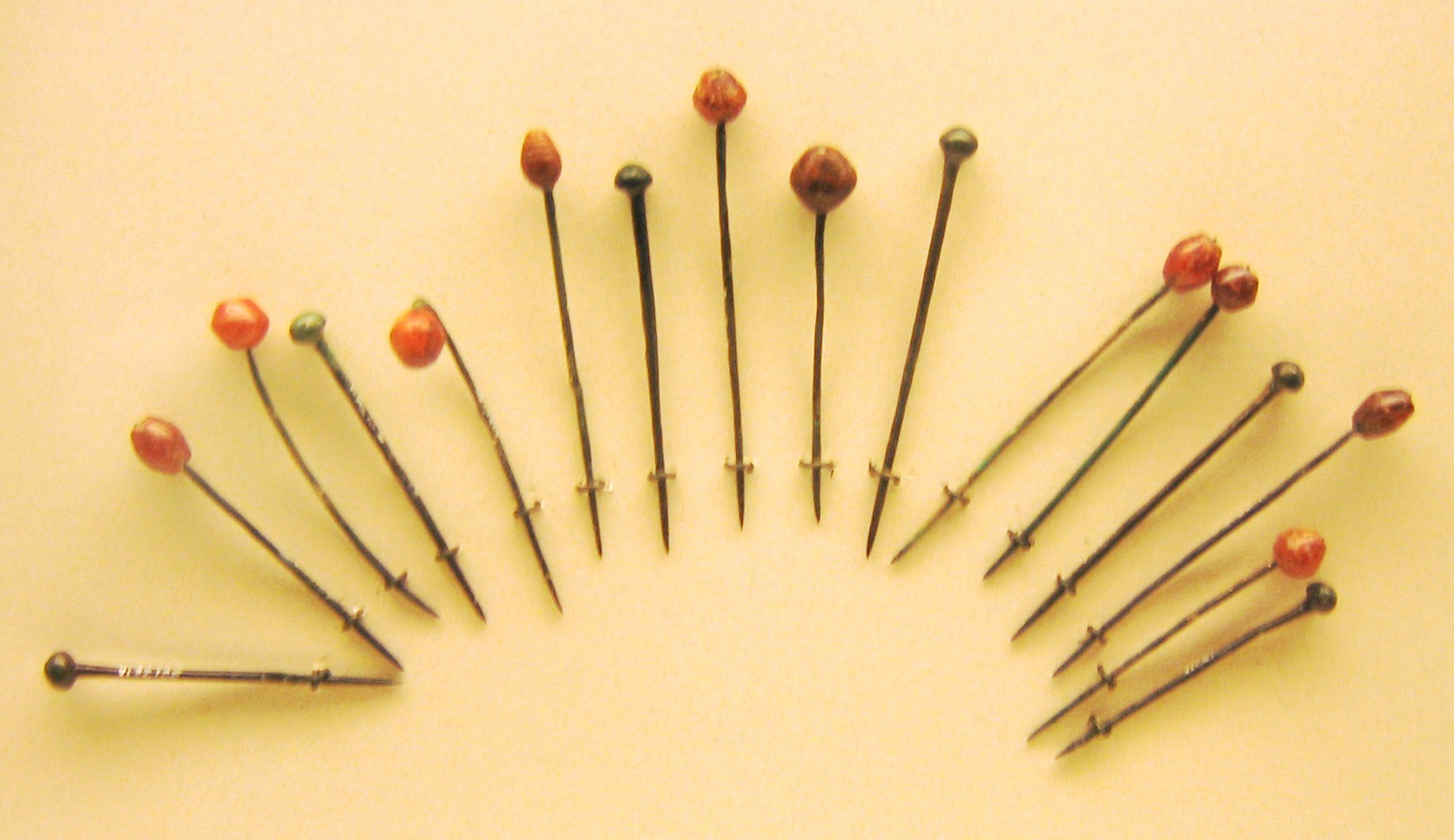
Gamla hårnålar

Hårnål är till skillnad från synålen ytterst sällan vass. Den förekommer i två huvudsakliga formgivningar:
- en fjädrande variant med båda skänklarna tätt ihop som används företrädesvis till att föra undan mindre partier av hår, till exempel luggen.
- en öppen variant där monteringen i håret bygger på att man föser ihop och fäster en tjockare grupp av hårstrån, till exempel i en hårknut, för uppsättning av flätor och frisyrarrangemang.

Hårnålar i form av stickor med dekorativa avslut har använts för håruppsättningar och fästande av huvudbonader, den senare formen kallas även hattnålar.